# Stanisław Karbowski
Stanisław Zygmunt Karbowski (ur. 5 stycznia 1946 w Starogardzie Gdańskim, zm. 25 grudnia 2011) – polski muzyk, pedagog i samorządowiec, w latach 1998–2006 prezydent Starogardu Gdańskiego.

## Życiorys
W 1969 ukończył Państwową Szkołę Muzyczną II stopnia w Gdańsku-Wrzeszczu w klasie klarnetu. W 1973 został absolwentem Wydziału Instrumentalnego Państwowej Wyższej Szkoły Muzycznej w Gdańsku. Od 1969 do 1992 pracował jako muzyk w gdyńskim Teatrze Muzycznym i w Filharmonii Bałtyckiej. Od 1977 uczył w Państwowej Szkole Muzycznej w Starogardzie Gdańskim, przez ponad dwadzieścia lat prowadził lokalną orkiestrę dętą. W latach 1992–1998 był dyrektorem tej placówki. Sam jako muzyk grał m.in. na saksofonie i klarnecie.
Po wyborach samorządowych w 1998 rada miasta powierzyła mu sprawowanie urzędu prezydenta Starogardu Gdańskiego. W pierwszych bezpośrednich wyborach w 2002 z powodzeniem ubiegał się o reelekcję, kandydując z ramienia lokalnego komitetu wyborczego i wygrywając w drugiej turze. Cztery lata później nie startował na urząd prezydenta miasta, bezskutecznie ubiegał się o mandat radnego.
Otrzymał Złoty (2005) i Srebrny (2000) Krzyż Zasługi.